# Interlands Welsh voetbalelftal 1960-1969
Deze pagina toont een chronologisch en gedetailleerd overzicht van de interlands die het Welsh voetbalelftal heeft gespeeld in de periode 1960 – 1969.

## Interlands

### 1960
|                                                                                      |                                             |       |                                                 |                                                                                  |
| 6 april British Home Championship 1959/60 № 235 «onderlinge duels» 17:00 uur (UTC+1) | Wales                                       | 3 – 2 | Noord-Ierland                                   | The Racecourse, Wrexham Toeschouwers: 16.979 Scheidsrechter: Hugh Phillips (SCO) |
| 6 april British Home Championship 1959/60 № 235 «onderlinge duels» 17:00 uur (UTC+1) | Terry Medwin 4', 57' Cliff Jones 65' (pen.) |       | 67' Billy Bingham 80' (pen.) Danny Blanchflower | The Racecourse, Wrexham Toeschouwers: 16.979 Scheidsrechter: Hugh Phillips (SCO) |

|                                                                           |                             |       |                                       |                                                                             |
| 28 september Vriendschappelijk № 236 «onderlinge duels» 17:15 uur (UTC+1) | Ierland                     | 2 – 3 | Wales                                 | Dalymount Park, Dublin Toeschouwers: 20.000 Scheidsrechter: John Best (USA) |
| 28 september Vriendschappelijk № 236 «onderlinge duels» 17:15 uur (UTC+1) | Paddy Fagan 28', 72' (pen.) |       | 26', 53' Cliff Jones 65' Phil Woosnam | Dalymount Park, Dublin Toeschouwers: 20.000 Scheidsrechter: John Best (USA) |

|                                                                                       |                                |       |           |                                                                                |
| 22 oktober British Home Championship 1960/61 № 237 «onderlinge duels» 15:00 uur (UTC) | Wales                          | 2 – 0 | Schotland | Ninian Park, Cardiff Toeschouwers: 55.000 Scheidsrechter: Arthur Holland (ENG) |
| 22 oktober British Home Championship 1960/61 № 237 «onderlinge duels» 15:00 uur (UTC) | Cliff Jones 44' Roy Vernon 73' |       |           | Ninian Park, Cardiff Toeschouwers: 55.000 Scheidsrechter: Arthur Holland (ENG) |

|                                                                                          |                                                                            |       |              |                                                                                   |
| 23 november British Home Championship 1960/61 № 238 «onderlinge duels» 14:30 uur (UTC+1) | Engeland                                                                   | 5 – 1 | Wales        | Wembley Stadium, Londen Toeschouwers: 65.000 Scheidsrechter: Bobby Davidson (SCO) |
| 23 november British Home Championship 1960/61 № 238 «onderlinge duels» 14:30 uur (UTC+1) | Jimmy Greaves 2', 70' Bobby Charlton 16' Bobby Smith 22' Johnny Haynes 61' |       | 85' Ken Leek | Wembley Stadium, Londen Toeschouwers: 65.000 Scheidsrechter: Bobby Davidson (SCO) |

### 1961
|                                                                                       |                  |       |                                                                           |                                                                                |
| 12 april British Home Championship 1960/61 № 239 «onderlinge duels» 18:45 uur (UTC+1) | Noord-Ierland    | 1 – 5 | Wales                                                                     | Windsor Park, Belfast Toeschouwers: 30.000 Scheidsrechter: Hugh Phillips (SCO) |
| 12 april British Home Championship 1960/61 № 239 «onderlinge duels» 18:45 uur (UTC+1) | Derek Dougan 64' |       | 1' Mel Charles 2' Ivor Allchurch 26' Ken Leek 48' (pen.), 70' Cliff Jones | Windsor Park, Belfast Toeschouwers: 30.000 Scheidsrechter: Hugh Phillips (SCO) |

|                                                                          |                 |       |                                   |                                                                                     |
| 10 april WK 1962 kwalificatie № 240 «onderlinge duels» 18:30 uur (UTC+1) | Wales           | 1 – 2 | Spanje                            | Ninian Park, Cardiff Toeschouwers: 34.411 Scheidsrechter: Marcel Raeymaeckers (BEL) |
| 10 april WK 1962 kwalificatie № 240 «onderlinge duels» 18:30 uur (UTC+1) | Phil Woosnam 7' |       | 21' Foncho 78' Alfredo Di Stéfano | Ninian Park, Cardiff Toeschouwers: 34.411 Scheidsrechter: Marcel Raeymaeckers (BEL) |

|                                                                        |                   |       |                    |                                                                                       |
| 18 mei WK 1962 kwalificatie № 241 «onderlinge duels» 20:30 uur (UTC+1) | Spanje            | 1 – 1 | Wales              | Estadio Santiago Bernabéu, Madrid Toeschouwers: 65.466 Scheidsrechter: Leo Horn (NED) |
| 18 mei WK 1962 kwalificatie № 241 «onderlinge duels» 20:30 uur (UTC+1) | Joaquín Peiró 55' |       | 69' Ivor Allchurch | Estadio Santiago Bernabéu, Madrid Toeschouwers: 65.466 Scheidsrechter: Leo Horn (NED) |

|                                                                     |                                             |       |                                    |                                                                               |
| 28 mei Vriendschappelijk № 242 «onderlinge duels» 17:00 uur (UTC+1) | Hongarije                                   | 3 – 2 | Wales                              | Népstadion, Boedapest Toeschouwers: 40.000 Scheidsrechter: Cesare Jonni (ITA) |
| 28 mei Vriendschappelijk № 242 «onderlinge duels» 17:00 uur (UTC+1) | Ernő Solymosi 1' Lajos Tichy 7', 88' (pen.) |       | 18' Cliff Jones 60' Ivor Allchurch | Népstadion, Boedapest Toeschouwers: 40.000 Scheidsrechter: Cesare Jonni (ITA) |

|                                                                                         |                     |       |                   |                                                                               |
| 14 oktober British Home Championship 1961/62 № 243 «onderlinge duels» 15:00 uur (UTC+1) | Wales               | 1 – 1 | Engeland          | Ninian Park, Cardiff Toeschouwers: 61.566 Scheidsrechter: Hugh Phillips (SCO) |
| 14 oktober British Home Championship 1961/62 № 243 «onderlinge duels» 15:00 uur (UTC+1) | Graham Williams 30' |       | 44' Bryan Douglas | Ninian Park, Cardiff Toeschouwers: 61.566 Scheidsrechter: Hugh Phillips (SCO) |

|                                                                                       |                      |       |       |                                                                                 |
| 8 november British Home Championship 1961/62 № 244 «onderlinge duels» 19:30 uur (UTC) | Schotland            | 2 – 0 | Wales | Hampden Park, Glasgow Toeschouwers: 74.329 Scheidsrechter: Arthur Holland (ENG) |
| 8 november British Home Championship 1961/62 № 244 «onderlinge duels» 19:30 uur (UTC) | Ian St John 22', 50' |       |       | Hampden Park, Glasgow Toeschouwers: 74.329 Scheidsrechter: Arthur Holland (ENG) |

### 1962
|                                                                                       |                                |       |               |                                                                               |
| 11 april British Home Championship 1961/62 № 245 «onderlinge duels» 19:15 uur (UTC+1) | Wales                          | 4 – 0 | Noord-Ierland | Ninian Park, Cardiff Toeschouwers: 13.250 Scheidsrechter: George McCabe (ENG) |
| 11 april British Home Championship 1961/62 № 245 «onderlinge duels» 19:15 uur (UTC+1) | Mel Charles 15', 35', 60', 65' |       |               | Ninian Park, Cardiff Toeschouwers: 13.250 Scheidsrechter: George McCabe (ENG) |

|                                                                     |                                    |       |                    |                                                                                       |
| 12 mei Vriendschappelijk № 246 «onderlinge duels» 16:00 uur (UTC−3) | Brazilië                           | 3 – 1 | Wales              | Maracanã, Rio de Janeiro Toeschouwers: 83.112 Scheidsrechter: Sergio Bustamante (CHI) |
| 12 mei Vriendschappelijk № 246 «onderlinge duels» 16:00 uur (UTC−3) | Garrincha 6' Coutinho 31' Pelé 65' |       | 54' Ivor Allchurch | Maracanã, Rio de Janeiro Toeschouwers: 83.112 Scheidsrechter: Sergio Bustamante (CHI) |

|                                                                     |                        |       |              |                                                                                             |
| 16 mei Vriendschappelijk № 247 «onderlinge duels» 21:30 uur (UTC−3) | Brazilië               | 3 – 1 | Wales        | Estádio do Pacaembu, São Paulo Toeschouwers: 30.710 Scheidsrechter: Sergio Bustamante (CHI) |
| 16 mei Vriendschappelijk № 247 «onderlinge duels» 21:30 uur (UTC−3) | Vavá 33' Pelé 81', 83' |       | 62' Ken Leek | Estádio do Pacaembu, São Paulo Toeschouwers: 30.710 Scheidsrechter: Sergio Bustamante (CHI) |

|                                                   |                        |       |                  | |
| 22 mei Vriendschappelijk № 248 «onderlinge duels» | Mexico                 | 2 – 1 | Wales            | Estadio Olímpico Universitario, Mexico-Stad Toeschouwers: 75.000 Scheidsrechter: Diego De Leo (MEX) |
| 22 mei Vriendschappelijk № 248 «onderlinge duels» | Antonio Jasso 26', 55' |       | 69' John Charles | Estadio Olímpico Universitario, Mexico-Stad Toeschouwers: 75.000 Scheidsrechter: Diego De Leo (MEX) |

|                                                                                         |                                     |       |                                                           |                                                                                 |
| 20 oktober British Home Championship 1962/63 № 249 «onderlinge duels» 15:00 uur (UTC+1) | Wales                               | 2 – 3 | Schotland                                                 | Ninian Park, Cardiff Toeschouwers: 50.000 Scheidsrechter: Kenneth Dagnall (ENG) |
| 20 oktober British Home Championship 1962/63 № 249 «onderlinge duels» 15:00 uur (UTC+1) | Ivor Allchurch 40' John Charles 87' |       | 19' (pen.) Eric Caldow 62' Denis Law 77' Willie Henderson | Ninian Park, Cardiff Toeschouwers: 50.000 Scheidsrechter: Kenneth Dagnall (ENG) |

|                                                                            |                                                     |       |                  |                                                                              |
| 7 november EK 1964 kwalificatie № 250 «onderlinge duels» 13:30 uur (UTC+1) | Hongarije                                           | 3 – 1 | Wales            | Népstadion, Boedapest Toeschouwers: 30.412 Scheidsrechter: Józef Kowal (POL) |
| 7 november EK 1964 kwalificatie № 250 «onderlinge duels» 13:30 uur (UTC+1) | Flórián Albert 6' Lajos Tichy 35' Károly Sándor 48' |       | 18' Terry Medwin | Népstadion, Boedapest Toeschouwers: 30.412 Scheidsrechter: Józef Kowal (POL) |

|                                                                                        |                                                                      |       |       |                                                                                 |
| 21 november British Home Championship 1962/63 № 251 «onderlinge duels» 14:15 uur (UTC) | Engeland                                                             | 4 – 0 | Wales | Wembley Stadium, Londen Toeschouwers: 27.500 Scheidsrechter: Sam Carswell (NIR) |
| 21 november British Home Championship 1962/63 № 251 «onderlinge duels» 14:15 uur (UTC) | John Connelly 7' Alan Peacock 35' Alan Peacock 63' Jimmy Greaves 88' |       |       | Wembley Stadium, Londen Toeschouwers: 27.500 Scheidsrechter: Sam Carswell (NIR) |

### 1963
|                                                                        |                        |       |                        |                                                                                |
| 20 maart EK 1964 kwalificatie № 252 «onderlinge duels» 19:15 uur (UTC) | Wales                  | 1 – 1 | Hongarije              | Ninian Park, Cardiff Toeschouwers: 30.413 Scheidsrechter: Sammy Spillane (IRL) |
| 20 maart EK 1964 kwalificatie № 252 «onderlinge duels» 19:15 uur (UTC) | Cliff Jones 25' (pen.) |       | 73' (pen.) Lajos Tichy | Ninian Park, Cardiff Toeschouwers: 30.413 Scheidsrechter: Sammy Spillane (IRL) |

|                                                                                      |                   |       |                                            |                                                                                |
| 3 april British Home Championship 1962/63 № 253 «onderlinge duels» 19:30 uur (UTC+1) | Noord-Ierland     | 1 – 4 | Wales                                      | Windsor Park, Belfast Toeschouwers: 25.000 Scheidsrechter: George McCabe (ENG) |
| 3 april British Home Championship 1962/63 № 253 «onderlinge duels» 19:30 uur (UTC+1) | Martin Harvey 36' |       | 23' Phil Woosnam 33', 85', 90' Cliff Jones | Windsor Park, Belfast Toeschouwers: 25.000 Scheidsrechter: George McCabe (ENG) |

|                                                                                       |       |                                                          |          |                                                                                |
| 12 oktober British Home Championship 1963/64 № 254 «onderlinge duels» 15:00 uur (UTC) | Wales | 0 – 4                                                    | Engeland | Ninian Park, Cardiff Toeschouwers: 48.350 Scheidsrechter: Willie Brittle (SCO) |
| 12 oktober British Home Championship 1963/64 № 254 «onderlinge duels» 15:00 uur (UTC) |       | 5', 68' Bobby Smith 67' Jimmy Greaves 86' Bobby Charlton |          | Ninian Park, Cardiff Toeschouwers: 48.350 Scheidsrechter: Willie Brittle (SCO) |

|                                                                                        |                              |       |                  |                                                                                |
| 20 november British Home Championship 1963/64 № 255 «onderlinge duels» 19:30 uur (UTC) | Schotland                    | 2 – 1 | Wales            | Hampden Park, Glasgow Toeschouwers: 56.067 Scheidsrechter: Bill Clements (ENG) |
| 20 november British Home Championship 1963/64 № 255 «onderlinge duels» 19:30 uur (UTC) | John White 44' Denis Law 48' |       | 60' Barrie Jones | Hampden Park, Glasgow Toeschouwers: 56.067 Scheidsrechter: Bill Clements (ENG) |

### 1964
|                                                                                       |                                  |       |                                                      |                                                                                 |
| 15 april British Home Championship 1963/64 № 256 «onderlinge duels» 19:15 uur (UTC+1) | Wales                            | 2 – 3 | Noord-Ierland                                        | Vetch Field, Swansea Toeschouwers: 10.434 Scheidsrechter: Kenneth Dagnall (ENG) |
| 15 april British Home Championship 1963/64 № 256 «onderlinge duels» 19:15 uur (UTC+1) | Brian Godfrey 24' Ron Davies 63' |       | 8' Jim McLaughlin 37' Sammy Wilson 45' Martin Harvey | Vetch Field, Swansea Toeschouwers: 10.434 Scheidsrechter: Kenneth Dagnall (ENG) |

|                                                                      |                                 |       |                                     |                                                                              |
| 3 oktober British Home Championship 1964/65 № 257 «onderlinge duels» | Wales                           | 3 – 2 | Schotland                           | Ninian Park, Cardiff Toeschouwers: 37.093 Scheidsrechter: Kevin Howley (ENG) |
| 3 oktober British Home Championship 1964/65 № 257 «onderlinge duels» | Wyn Davies 6' Ken Leek 87', 98' |       | 28' Stevie Chalmers 29' Dave Gibson | Ninian Park, Cardiff Toeschouwers: 37.093 Scheidsrechter: Kevin Howley (ENG) |

|                                                                            |                |       |       |                                                                                           |
| 21 oktober WK 1966 kwalificatie № 258 «onderlinge duels» 19:00 uur (UTC+1) | Denemarken     | 1 – 0 | Wales | Københavns Idrætspark, Kopenhagen Toeschouwers: 22.473 Scheidsrechter: Othmar Huber (SUI) |
| 21 oktober WK 1966 kwalificatie № 258 «onderlinge duels» 19:00 uur (UTC+1) | Ole Madsen 47' |       |       | Københavns Idrætspark, Kopenhagen Toeschouwers: 22.473 Scheidsrechter: Othmar Huber (SUI) |

|                                                                                        |                        |       |                 |                                                                                    |
| 18 november British Home Championship 1964/65 № 259 «onderlinge duels» 19:30 uur (UTC) | Engeland               | 2 – 1 | Wales           | Wembley Stadium, Londen Toeschouwers: 40.000 Scheidsrechter: Thomas Mitchell (NIR) |
| 18 november British Home Championship 1964/65 № 259 «onderlinge duels» 19:30 uur (UTC) | Frank Wignall 17', 60' |       | 75' Cliff Jones | Wembley Stadium, Londen Toeschouwers: 40.000 Scheidsrechter: Thomas Mitchell (NIR) |

|                                                                            |                                                |       |       |                                                                                              |
| 9 december WK 1966 kwalificatie № 260 «onderlinge duels» 15:00 uur (UTC+2) | Griekenland                                    | 2 – 0 | Wales | Apostolos Nikolaidisstadion, Athene Toeschouwers: 20.663 Scheidsrechter: Wacław Majdan (POL) |
| 9 december WK 1966 kwalificatie № 260 «onderlinge duels» 15:00 uur (UTC+2) | Mimis Papaioannou 4' Andreas Papaemmanouil 47' |       |       | Apostolos Nikolaidisstadion, Athene Toeschouwers: 20.663 Scheidsrechter: Wacław Majdan (POL) |

### 1965
|                                                                        |                                                         |       |                      |                                                                             |
| 17 maart WK 1966 kwalificatie № 261 «onderlinge duels» 19:15 uur (UTC) | Wales                                                   | 4 – 1 | Griekenland          | Ninian Park, Cardiff Toeschouwers: 11.159 Scheidsrechter: Piet Roomer (NED) |
| 17 maart WK 1966 kwalificatie № 261 «onderlinge duels» 19:15 uur (UTC) | Ivor Allchurch 26', 74' Mike England 51' Roy Vernon 65' |       | 3' Mimis Papaioannou | Ninian Park, Cardiff Toeschouwers: 11.159 Scheidsrechter: Piet Roomer (NED) |

|                                                                                       |               |                                                                            |       |                                                                                  |
| 31 maart British Home Championship 1964/65 № 262 «onderlinge duels» 19:45 uur (UTC+1) | Noord-Ierland | 0 – 5                                                                      | Wales | Windsor Park, Belfast Toeschouwers: 15.000 Scheidsrechter: Kenneth Dagnall (ENG) |
| 31 maart British Home Championship 1964/65 № 262 «onderlinge duels» 19:45 uur (UTC+1) |               | 20' Cliff Jones 33', 48' Roy Vernon 60' Graham Williams 81' Ivor Allchurch |       | Windsor Park, Belfast Toeschouwers: 15.000 Scheidsrechter: Kenneth Dagnall (ENG) |

|                                                                    |                                                               |       |                   |                                                                                        |
| 1 mei Vriendschappelijk № 263 «onderlinge duels» 16:00 uur (UTC+1) | Italië                                                        | 4 – 1 | Wales             | Stadio Comunale, Florence Toeschouwers: 43.000 Scheidsrechter: Michel Kitabdjian (FRA) |
| 1 mei Vriendschappelijk № 263 «onderlinge duels» 16:00 uur (UTC+1) | Giovanni Lodetti 24', 76' Paolo Barison 62' Cosimo Nocera 90' |       | 80' Brian Godfrey | Stadio Comunale, Florence Toeschouwers: 43.000 Scheidsrechter: Michel Kitabdjian (FRA) |

|                                                                        |                                                |       |                |                                                                                       |
| 30 mei WK 1966 kwalificatie № 264 «onderlinge duels» 19:00 uur (UTC+3) | Sovjet-Unie                                    | 2 – 1 | Wales          | Centraal Leninstadion, Moskou Toeschouwers: 86.015 Scheidsrechter: Helmut Fritz (GER) |
| 30 mei WK 1966 kwalificatie № 264 «onderlinge duels» 19:00 uur (UTC+3) | Valentin Ivanov 39' Graham Williams 48' (e.d.) |       | 69' Wyn Davies | Centraal Leninstadion, Moskou Toeschouwers: 86.015 Scheidsrechter: Helmut Fritz (GER) |

|                                                                                        |       |       |          |                                                                                |
| 2 oktober British Home Championship 1965/66 № 265 «onderlinge duels» 15:00 uur (UTC+1) | Wales | 0 – 0 | Engeland | Ninian Park, Cardiff Toeschouwers: 30.000 Scheidsrechter: Archie Webster (SCO) |
| 2 oktober British Home Championship 1965/66 № 265 «onderlinge duels» 15:00 uur (UTC+1) |       |       |          | Ninian Park, Cardiff Toeschouwers: 30.000 Scheidsrechter: Archie Webster (SCO) |

|                                                                          |                                   |       |                           |                                                                               |
| 27 oktober WK 1966 kwalificatie № 266 «onderlinge duels» 19:15 uur (UTC) | Wales                             | 2 – 1 | Sovjet-Unie               | Ninian Park, Cardiff Toeschouwers: 24.262 Scheidsrechter: Birger Nilsen (NOR) |
| 27 oktober WK 1966 kwalificatie № 266 «onderlinge duels» 19:15 uur (UTC) | Roy Vernon 20' Ivor Allchurch 77' |       | 17' Anatoliy Banishevskiy | Ninian Park, Cardiff Toeschouwers: 24.262 Scheidsrechter: Birger Nilsen (NOR) |

|                                                                                        |                                                            |       |                    |                                                                               |
| 24 november British Home Championship 1965/66 № 267 «onderlinge duels» 19:30 uur (UTC) | Schotland                                                  | 4 – 1 | Wales              | Hampden Park, Glasgow Toeschouwers: 49.888 Scheidsrechter: James Finney (ENG) |
| 24 november British Home Championship 1965/66 № 267 «onderlinge duels» 19:30 uur (UTC) | Bobby Murdoch 11', 22' Willie Henderson 15' John Greig 86' |       | 14' Ivor Allchurch | Hampden Park, Glasgow Toeschouwers: 49.888 Scheidsrechter: James Finney (ENG) |

|                                                                          |                                                |       |                                |                                                                                        |
| 1 december WK 1966 kwalificatie № 268 «onderlinge duels» 19:15 uur (UTC) | Wales                                          | 4 – 2 | Denemarken                     | Racecourse Ground, Wrexham Toeschouwers: 4.839 Scheidsrechter: Michel Kitabdjian (FRA) |
| 1 december WK 1966 kwalificatie № 268 «onderlinge duels» 19:15 uur (UTC) | Wyn Davies 2' Roy Vernon 11', 79' Ron Rees 18' |       | 4' Kaj Poulsen 48' Ole Fritsen | Racecourse Ground, Wrexham Toeschouwers: 4.839 Scheidsrechter: Michel Kitabdjian (FRA) |

### 1966
|                                                                                       |                |       |                                                                    |                                                                              |
| 30 maart British Home Championship 1965/66 № 269 «onderlinge duels» 19:15 uur (UTC+1) | Wales          | 1 – 4 | Noord-Ierland                                                      | Ninian Park, Cardiff Toeschouwers: 12.860 Scheidsrechter: James Finney (ENG) |
| 30 maart British Home Championship 1965/66 № 269 «onderlinge duels» 19:15 uur (UTC+1) | Wyn Davies 74' |       | 2' Willie Irvine 42' Sammy Wilson 53' Eric Welsh 55' Martin Harvey | Ninian Park, Cardiff Toeschouwers: 12.860 Scheidsrechter: James Finney (ENG) |

|                                                                     |                                             |       |                |                                                                                  |
| 14 mei Vriendschappelijk № 270 «onderlinge duels» 21:15 uur (UTC−3) | Brazilië                                    | 3 – 1 | Wales          | Maracanã, Rio de Janeiro Toeschouwers: 64.620 Scheidsrechter: Tiny Wharton (SCO) |
| 14 mei Vriendschappelijk № 270 «onderlinge duels» 21:15 uur (UTC−3) | Silva Batuta 12' Servílio 21' Garrincha 57' |       | 44' Ron Davies | Maracanã, Rio de Janeiro Toeschouwers: 64.620 Scheidsrechter: Tiny Wharton (SCO) |

|                                                   |          |       |       |                                                                                    |
| 18 mei Vriendschappelijk № 271 «onderlinge duels» | Brazilië | 1 – 0 | Wales | Mineirão, Belo Horizonte Toeschouwers: 25.231 Scheidsrechter: Archie Webster (SCO) |
| 18 mei Vriendschappelijk № 271 «onderlinge duels» | Lima 67' |       |       | Mineirão, Belo Horizonte Toeschouwers: 25.231 Scheidsrechter: Archie Webster (SCO) |

|                                                   |                                   |       |       |                                                                                 |
| 22 mei Vriendschappelijk № 272 «onderlinge duels» | Chili                             | 2 – 0 | Wales | Estadio Nacional, Chili Toeschouwers: 54.000 Scheidsrechter: Kevin Howley (ENG) |
| 22 mei Vriendschappelijk № 272 «onderlinge duels» | Rubén Marcos 9' Armando Tobar 51' |       |       | Estadio Nacional, Chili Toeschouwers: 54.000 Scheidsrechter: Kevin Howley (ENG) |

| |                |       |               |                                                                                 |
| 22 oktober British Home Championship 1966/67 / EK 1968 kwalificatie № 273 «onderlinge duels» 15:00 uur (UTC+1) | Wales          | 1 – 1 | Schotland     | Ninian Park, Cardiff Toeschouwers: 33.269 Scheidsrechter: Kenneth Dagnall (ENG) |
| 22 oktober British Home Championship 1966/67 / EK 1968 kwalificatie № 273 «onderlinge duels» 15:00 uur (UTC+1) | Ron Davies 76' |       | 87' Denis Law | Ninian Park, Cardiff Toeschouwers: 33.269 Scheidsrechter: Kenneth Dagnall (ENG) |

| |                                                                                        |       |                |                                                                                 |
| 16 november British Home Championship 1966/67 / EK 1968 kwalificatie № 274 «onderlinge duels» 19:45 uur (UTC) | Engeland                                                                               | 5 – 1 | Wales          | Wembley Stadium, Londen Toeschouwers: 75.380 Scheidsrechter: Tiny Wharton (SCO) |
| 16 november British Home Championship 1966/67 / EK 1968 kwalificatie № 274 «onderlinge duels» 19:45 uur (UTC) | Geoff Hurst 30', 34' Bobby Charlton 43' Terry Hennessey 65' (e.d.) Jackie Charlton 84' |       | 38' Wyn Davies | Wembley Stadium, Londen Toeschouwers: 75.380 Scheidsrechter: Tiny Wharton (SCO) |

### 1967
| |               |       |       |                                                                               |
| 12 april British Home Championship 1966/67 / EK 1968 kwalificatie № 275 «onderlinge duels» 19:30 uur (UTC+1) | Noord-Ierland | 0 – 0 | Wales | Windsor Park, Belfast Toeschouwers: 17.770 Scheidsrechter: Kevin Howley (ENG) |
| 12 april British Home Championship 1966/67 / EK 1968 kwalificatie № 275 «onderlinge duels» 19:30 uur (UTC+1) |               |       |       | Windsor Park, Belfast Toeschouwers: 17.770 Scheidsrechter: Kevin Howley (ENG) |

| |       |                                                           |          |                                                                             |
| 21 oktober British Home Championship 1967/68 / EK 1968 kwalificatie № 276 «onderlinge duels» 15:00 uur (UTC+1) | Wales | 0 – 3                                                     | Engeland | Ninian Park, Cardiff Toeschouwers: 44.960 Scheidsrechter: John Gordon (SCO) |
| 21 oktober British Home Championship 1967/68 / EK 1968 kwalificatie № 276 «onderlinge duels» 15:00 uur (UTC+1) |       | 34' Martin Peters 87' Bobby Charlton 90' (pen.) Alan Ball |          | Ninian Park, Cardiff Toeschouwers: 44.960 Scheidsrechter: John Gordon (SCO) |

| |                                           |       |                                |                                                                               |
| 22 november British Home Championship 1967/68 / EK 1968 kwalificatie № 277 «onderlinge duels» 20:00 uur (UTC) | Schotland                                 | 3 – 2 | Wales                          | Hampden Park, Glasgow Toeschouwers: 57.472 Scheidsrechter: James Finney (ENG) |
| 22 november British Home Championship 1967/68 / EK 1968 kwalificatie № 277 «onderlinge duels» 20:00 uur (UTC) | Alan Gilzean 15', 65' Ronnie McKinnon 78' |       | 18' Ron Davies 55' Alan Durban | Hampden Park, Glasgow Toeschouwers: 57.472 Scheidsrechter: James Finney (ENG) |

### 1968
| |                             |       |               |                                                                                      |
| 28 februari British Home Championship 1967/68 / EK 1968 kwalificatie № 278 «onderlinge duels» 19:15 uur (UTC+1) | Wales                       | 2 – 0 | Noord-Ierland | Racecourse Ground, Wrexham Toeschouwers: 17.548 Scheidsrechter: Bobby Davidson (SCO) |
| 28 februari British Home Championship 1967/68 / EK 1968 kwalificatie № 278 «onderlinge duels» 19:15 uur (UTC+1) | Ron Rees 75' Wyn Davies 84' |       |               | Racecourse Ground, Wrexham Toeschouwers: 17.548 Scheidsrechter: Bobby Davidson (SCO) |

|                                                                    |                |       |                      |                                                                              |
| 8 mei Vriendschappelijk № 279 «onderlinge duels» 19:30 uur (UTC+1) | Wales          | 1 – 1 | Duitsland            | Ninian Park, Cardiff Toeschouwers: 8.075 Scheidsrechter: Curt Liedberg (SWE) |
| 8 mei Vriendschappelijk № 279 «onderlinge duels» 19:30 uur (UTC+1) | Wyn Davies 26' |       | 11' Wolfgang Overath | Ninian Park, Cardiff Toeschouwers: 8.075 Scheidsrechter: Curt Liedberg (SWE) |

|                                                                            |       |               |        |                                                                                |
| 23 oktober WK 1970 kwalificatie № 280 «onderlinge duels» 19:30 uur (UTC+1) | Wales | 0 – 1         | Italië | Ninian Park, Cardiff Toeschouwers: 18.558 Scheidsrechter: Joaquim Campos (POR) |
| 23 oktober WK 1970 kwalificatie № 280 «onderlinge duels» 19:30 uur (UTC+1) |       | 44' Gigi Riva |        | Ninian Park, Cardiff Toeschouwers: 18.558 Scheidsrechter: Joaquim Campos (POR) |

### 1969
|                                                                       |                 |       |                  |                                                                                             |
| 26 maart Vriendschappelijk № 281 «onderlinge duels» 20:00 uur (UTC+1) | West-Duitsland  | 1 – 1 | Wales            | Waldstadion, Frankfurt am Main Toeschouwers: 40.000 Scheidsrechter: Concetto Lo Bello (ITA) |
| 26 maart Vriendschappelijk № 281 «onderlinge duels» 20:00 uur (UTC+1) | Gerd Müller 90' |       | 34' Barrie Jones | Waldstadion, Frankfurt am Main Toeschouwers: 40.000 Scheidsrechter: Concetto Lo Bello (ITA) |

|                                                                          |                                                                |       |                        |                                                                                       |
| 16 april WK 1970 kwalificatie № 282 «onderlinge duels» 16:30 uur (UTC+1) | Duitse Democratische Republiek Wolfram Löwe 31' Peter Rock 89' | 2 – 1 | Wales 57' John Toshack | Heinz-Steyer-Stadion, Dresden Toeschouwers: 38.198 Scheidsrechter: Franz Geluck (BEL) |
| 16 april WK 1970 kwalificatie № 282 «onderlinge duels» 16:30 uur (UTC+1) |                                                                |       |                        | Heinz-Steyer-Stadion, Dresden Toeschouwers: 38.198 Scheidsrechter: Franz Geluck (BEL) |

|                                                                                 |                                      |       |                                                                                       |                                                                                 |
| 3 mei British Home Championship 1969 № 283 «onderlinge duels» 15:00 uur (UTC+1) | Wales                                | 3 – 5 | Schotland                                                                             | The Racecourse, Wrexham Toeschouwers: 18.765 Scheidsrechter: James Finney (ENG) |
| 3 mei British Home Championship 1969 № 283 «onderlinge duels» 15:00 uur (UTC+1) | Ron Davies 29', 57' John Toshack 44' |       | 13' Billy McNeill 16' Colin Stein 55' Alan Gilzean 72' Billy Bremner 87' Tommy McLean | The Racecourse, Wrexham Toeschouwers: 18.765 Scheidsrechter: James Finney (ENG) |

|                                                                                 |                                   |       |                |                                                                               |
| 7 mei British Home Championship 1969 № 284 «onderlinge duels» 19:45 uur (UTC+1) | Engeland                          | 2 – 1 | Wales          | Wembley Stadium, Londen Toeschouwers: 70.000 Scheidsrechter: Jack Adair (NIR) |
| 7 mei British Home Championship 1969 № 284 «onderlinge duels» 19:45 uur (UTC+1) | Bobby Charlton 58' Franny Lee 72' |       | 18' Ron Davies | Wembley Stadium, Londen Toeschouwers: 70.000 Scheidsrechter: Jack Adair (NIR) |

|                                                                                  |               |       |       |                                                                                |
| 10 mei British Home Championship 1969 № 285 «onderlinge duels» 15:00 uur (UTC+1) | Noord-Ierland | 0 – 0 | Wales | Windsor Park, Belfast Toeschouwers: 12.500 Scheidsrechter: Eric Jennings (ENG) |
| 10 mei British Home Championship 1969 № 285 «onderlinge duels» 15:00 uur (UTC+1) |               |       |       | Windsor Park, Belfast Toeschouwers: 12.500 Scheidsrechter: Eric Jennings (ENG) |

|                                                   |       |       |                     |                                                                               |
| 28 juli Vriendschappelijk № 286 19:30 uur (UTC+1) | Wales | 0 – 1 | Verenigd Koninkrijk | Ninian Park, Cardiff Toeschouwers: 13.605 Scheidsrechter: Leo Callaghan (WAL) |
| 28 juli Vriendschappelijk № 286 19:30 uur (UTC+1) |       | ?     |                     | Ninian Park, Cardiff Toeschouwers: 13.605 Scheidsrechter: Leo Callaghan (WAL) |

|                                                                            |                        |       |                                                                                        |                                                                              |
| 22 oktober WK 1970 kwalificatie № 287 «onderlinge duels» 19:30 uur (UTC+1) | Wales David Powell 82' | 1 – 3 | Duitse Democratische Republiek 54' Eberhard Vogel 60' Wolfram Löwe 62' Henning Frenzel | Ninian Park, Cardiff Toeschouwers: 22.409 Scheidsrechter: Roger Machin (FRA) |
| 22 oktober WK 1970 kwalificatie № 287 «onderlinge duels» 19:30 uur (UTC+1) |                        |       |                                                                                        | Ninian Park, Cardiff Toeschouwers: 22.409 Scheidsrechter: Roger Machin (FRA) |

|                                                                            |                                                |       |                  |                                                                                   |
| 4 november WK 1970 kwalificatie № 288 «onderlinge duels» 14:30 uur (UTC+1) | Italië                                         | 4 – 1 | Wales            | Olympisch Stadion, Rome Toeschouwers: 67.481 Scheidsrechter: Todor Bechirov (BUL) |
| 4 november WK 1970 kwalificatie № 288 «onderlinge duels» 14:30 uur (UTC+1) | Gigi Riva 37', 73', 81' Alessandro Mazzola 55' |       | 67' Mike England | Olympisch Stadion, Rome Toeschouwers: 67.481 Scheidsrechter: Todor Bechirov (BUL) |

UEFA: Albanië · België · Bulgarije · Cyprus · Denemarken · West-Duitsland · Duitse Democratische Republiek · Engeland · Finland · Frankrijk · Griekenland · Hongarije · Ierland · IJsland · Italië · Joegoslavië · Luxemburg · Malta · Nederland · Noord-Ierland · Noorwegen · Oostenrijk · Polen · Portugal · Roemenië · Schotland · Sovjet-Unie · Spanje · Tsjecho-Slowakije · Turkije · Wales · Zweden · Zwitserland

CAF: Madagaskar AFC: Israël

FAW · A-internationals · Bondscoaches · Statistieken · Welsh vrouwenelftal · Brits olympisch elftal · Wales U21 · Wales U20 · Wales U19 · Wales U18 · Wales U17 · Wales U16
1876 – 1899 ·
1900 – 1919 ·
1920 – 1929 ·
1930 – 1939 ·
1940 – 1949 ·
1950 – 1959 ·
1960 – 1969 ·
1970 – 1979 ·
1980 – 1989 ·
1990 – 1999 ·
2000 – 2009 ·
2010 – 2019 ·
2020 − 2029
EK 2016 · 
EK 2020
WK 1958
1876 · 
1877 · 
1878 · 
1879 · 
1880 · 
1881 · 
1882 · 
1883 · 
1884 · 
1885 · 
1886 · 
1887 · 
1888 · 
1889 · 
1890 · 
1891 · 
1892 · 
1893 · 
1894 · 
1895 · 
1896 · 
1897 · 
1898 · 
1899 · 
1900 · 
1901 · 
1902 · 
1903 · 
1904 · 
1905 · 
1906 · 
1907 · 
1908 · 
1909 · 
1910 · 
1911 · 
1912 · 
1913 · 
1914 · 
1915 · 1916 · 1917 · 1918 · 1919 · 
1920 · 
1921 · 
1922 · 
1923 · 
1924 · 
1925 · 
1926 · 
1927 · 
1928 · 
1929 · 
1930 · 
1931 · 
1932 · 
1933 · 
1934 · 
1935 · 
1936 · 
1937 · 
1938 · 
1939 · 
1940 · 1941 · 1942 · 1943 · 1944 · 1945 · 
1946 · 
1947 · 
1948 · 
1949 · 
1950 · 
1952 · 
1952 · 
1953 · 
1954 · 
1955 · 
1956 · 
1957 · 
1958 · 
1959 · 
1960 · 
1961 · 
1962 · 
1963 · 
1964 · 
1965 · 
1966 · 
1967 · 
1968 · 
1969 · 
1970 · 
1971 · 
1972 · 
1973 · 
1974 · 
1975 · 
1976 · 
1977 · 
1978 · 
1979 · 
1980 · 
1981 · 
1982 · 
1983 · 
1984 · 
1985 · 
1986 · 
1987 · 
1988 · 
1989 · 
1990 · 
1991 · 
1992 · 
1993 · 
1994 · 
1995 · 
1996 · 
1997 · 
1998 · 
1999 · 
2000 · 
2001 · 
2002 · 
2003 · 
2004 · 
2005 · 
2006 · 
2007 · 
2008 · 
2009 · 
2010 · 
2011 · 
2012 · 
2013 · 
2014 · 
2015 · 
2016 · 
2017 ·
2018 ·
2019 ·
2020 ·
2021 ·
2022 ·
2023
Albanië ·
Andorra ·
Argentinië ·
Armenië ·
Australië ·
Azerbeidzjan ·
België ·
Bosnië en Herzegovina ·
Brazilië ·
Bulgarije ·
Canada ·
Chili ·
China ·
Costa Rica ·
Cyprus ·
DDR ·
Denemarken ·
Duitsland ·
Engeland ·
Estland ·
Faeröer ·
Finland ·
Frankrijk ·
Georgië ·
Gibraltar ·
Griekenland ·
Hongarije ·
Ierland ·
IJsland ·
Iran ·
Israël ·
Italië ·
Jamaica ·
Japan ·
Joegoslavië ·
Kazachstan ·
Koeweit ·
Kroatië ·
Letland ·
Liechtenstein ·
Luxemburg ·
Malta ·
Mexico ·
Moldavië ·
Montenegro ·
Nederland ·
Nieuw-Zeeland ·
Noord-Ierland ·
Noord-Macedonië ·
Noorwegen ·
Oekraïne ·
Oostenrijk ·
Panama ·
Paraguay ·
Polen ·
Portugal · 
Qatar ·
Roemenië ·
Rusland ·
San Marino ·
Saoedi-Arabië ·
Schotland ·
Servië ·
Servië en Montenegro ·
Slovenië ·
Slowakije ·
Sovjet-Unie ·
Spanje ·
Trinidad & Tobago ·
Tsjechië ·
Tsjecho-Slowakije ·
Tunesië ·
Turkije ·
Uruguay ·
Verenigde Staten ·
Wit-Rusland ·
Zuid-Korea ·
Zweden ·
Zwitserland
Engeland (2016) · 
Denemarken (2021) · 
Italië (2021) · 
Rusland (2016) ·
Slowakije (2016) · 
Turkije (2021) · 
Zwitserland (2021)